# Trisetaria myriantha
Trisetaria myriantha är en gräsart som först beskrevs av Antonio Bertoloni, och fick sitt nu gällande namn av David Heller. Trisetaria myriantha ingår i släktet Trisetaria och familjen gräs. Inga underarter finns listade i Catalogue of Life.